# Arado Ar 234

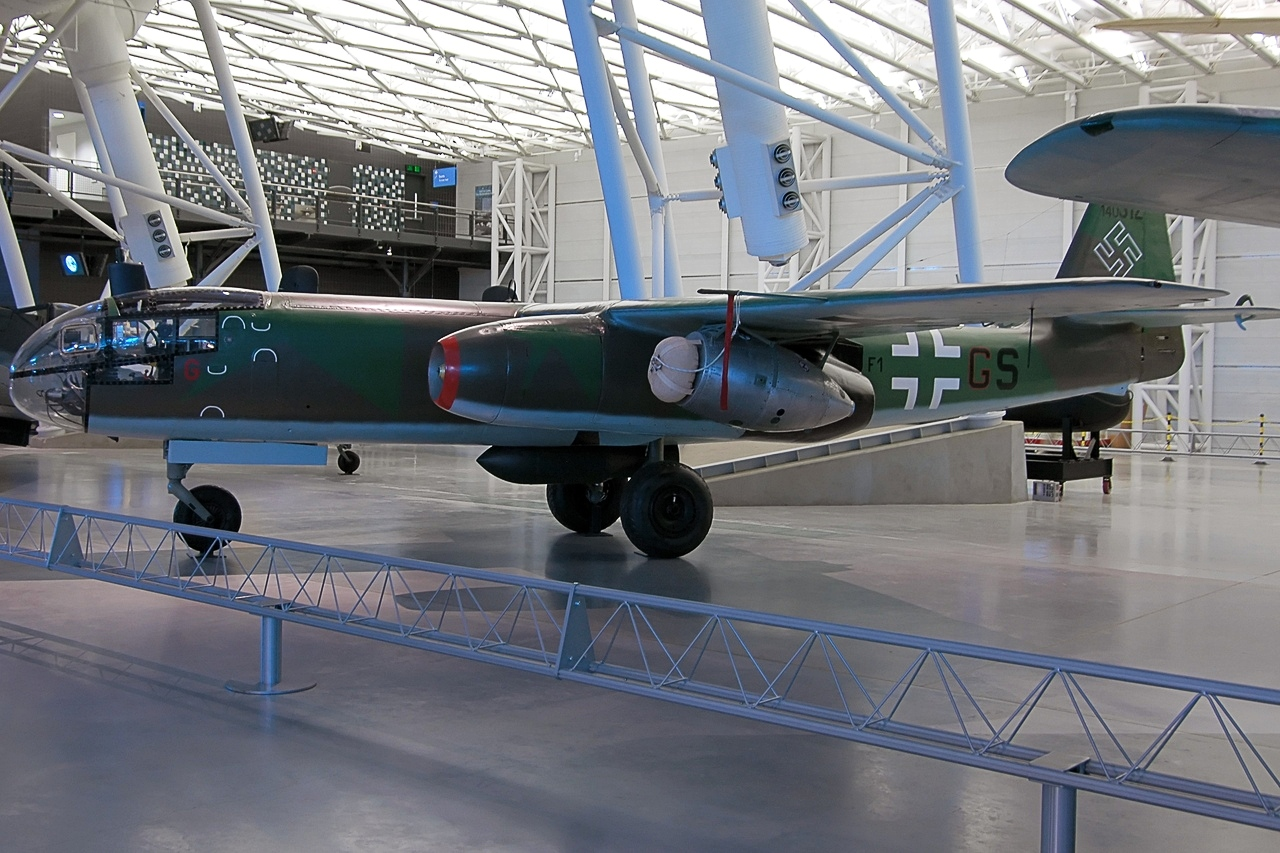
Arado Ar 234 B-2 (Muzeul Național Aerospațial (Centrul Steven F. Udvar-Hazy)

Arado Ar 234 Blitz (română Fulger) a fost primul bombardier cu reacție operațional din al Doilea Război Mondial, construit de compania germană Arado și folosit în etapele finale ale războiului.